# Refugio Zabala
El refugio Zabala es un refugio de montaña no guardado situado en el circo de Peñalara, en la zona central de la sierra de Guadarrama (sierra perteneciente al Sistema Central). Administrativamente se encuentra dentro del término municipal español de Rascafría, en el noroeste de la Comunidad de Madrid. Se ubica a 2075 m de altitud, al pie de la montaña de la Hermana Mayor y en la zona suroeste del parque natural de Peñalara. Está rodeado de una zona rocosa con praderas alpinas salpicadas de piornos, enebros, pequeñas charcas y riachuelos.

## Descripción

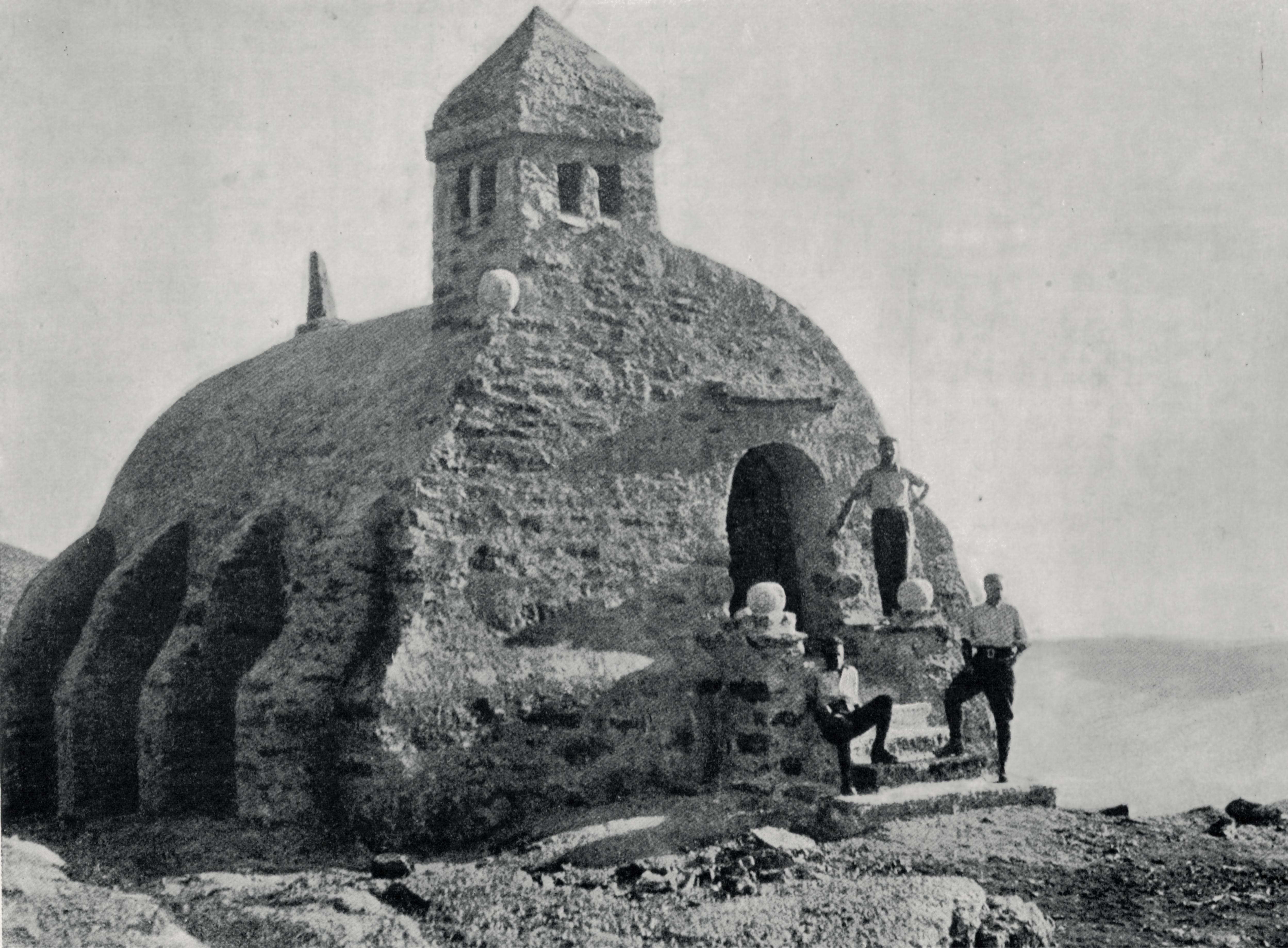
Vista del refugio hacia 1930

Este refugio es obra del arquitecto Julián Delgado Úbeda y fue inaugurado el 2 de octubre de 1927 por los miembros pertenecientes a la Real Sociedad Española de Alpinismo Peñalara, una sociedad de montañeros establecida a principios del siglo XX. El nombre del refugio rinde homenaje al alpinista José Fernández Zabala. Es un refugio pequeño construido con roca de granito y hormigón. Cuenta con una chimenea no operativa y una antena con instrumentos de medición del viento, tales como anemómetros, pertenecientes a la estación meteorológica del parque natural de Peñalara.

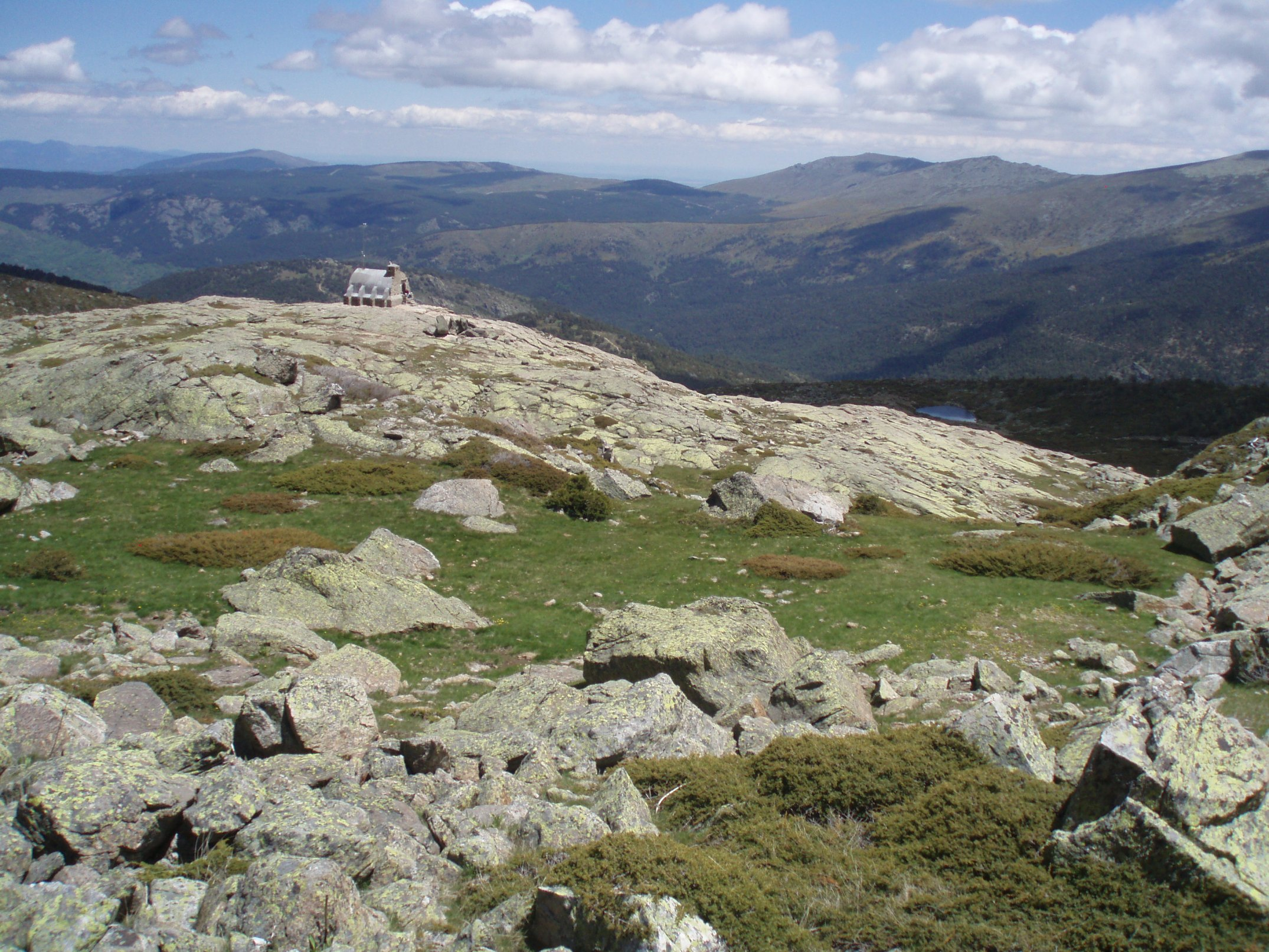
Entorno natural del refugio Zabala. A la derecha de la imagen se puede apreciar la Laguna Chica de Peñalara

Durante la existencia de la estación de esquí de Valcotos (entre 1969 y 1999), el refugio sirvió como construcción donde guardar materiales e instalaciones de la estación. Estaba en la cabecera de la pista Zabala. Actualmente está dividido en dos partes, una empleada para almacenar material y otra parte que queda abierta para el público. Esta última es bastante pequeña y está concebida para que sirva de refugio temporal ante los fenómenos meteorológicos. No está acondicionada para pernoctar, aunque es posible hacerlo en caso de necesidad. En cualquier caso, difícilmente caben más de dos personas, y no está guardado por ningún guarda de seguridad. Existe un camino que llega a él desde el puerto de Cotos y un rastro de sendero que lleva a la cercana Laguna Grande de Peñalara.